# Arquidiocese de Vilnius
A Arquidiocese de Vilnius (Archidiœcesis Vilnensis) é uma circunscrição eclesiástica da Igreja Católica situada em Vilnius, Lituânia. Seu atual arcebispo é Gintaras Linas Grušas. Sua Sé é a Basílica Arquicatedral de São Estanislau e São Ladislau de Vilnius.
Possui 95 paróquias servidas por 170 padres, abrangendo uma população de 821 400 habitantes, com 73,2% da dessa população jurisdicionada batizada (600 900 católicos).

## História
A ereção da diocese deve-se a Ladislau II Jagelão, que evangelizou a Lituânia em 1387 e enviou Dobrogost, arcebispo de Poznań como embaixador do Papa Urbano VI com uma petição para a ereção de uma sé episcopal em Vilnius e pela nomeação de Andrzej Wasilko (antigo bispo de Siret e confessor da Rainha Isabel Granowska). Tudo foi concedido e o estabelecimento de um capítulo de dez cânones foi autorizado. Sob o episcopado de Wasilko, foram construídas as igrejas de São João, que se tornou a paróquia da cidade, de São Martinho e Sant'Ana (respectivamente nos castelos superior e inferior).
O príncipe-bispo Jerzy Radziwiłł (1579-1591) deu impulso à Universidade de Vilnius, fundou o seminário diocesano e o colocou sob a direção dos Jesuítas, introduziu os decretos do Concílio de Trento e, após ser criado cardeal, foi transferido para o diocese de Cracóvia em 1591. Em 1594, Sigismundo III Vasa nomeou como bispo a Benedykt Wojna (1600-1615), que efetivamente se comprometeu com a canonização do rei São Casimiro, em cuja honra em 1604 a primeira pedra de uma igreja foi colocada em Vilnius. Seus esforços para ter São Casimiro como santo padroeiro da Lituânia foram bem-sucedidos.
O florescimento da vida religiosa na diocese de Vilnius é atestado pelo grande número de sínodos que ali se realizaram. O primeiro aconteceu em 1502, convocada pelo bispo Tabor. Os sínodos de 1526 se seguiram; em 1528, para arrecadar fundos para a restauração da catedral; de 1555, para se opor à propagação do Luteranismo; de 1582; de 1607, que emitiu muitos regulamentos para a administração dos sacramentos e a disciplina do clero; de 1630, para regulamentar a administração dos bens eclesiásticos; de 1654, para ajudar o estado com novos impostos; de 1669 com seus regulamentos disciplinares; de 1685, com decretos relativos à administração dos sacramentos e à vida do clero; de 1744, com regulamentos relativos ao catecismo, casamentos mistos e exercícios espirituais. Depois do Sínodo de 1744, nenhum outro foi celebrado, mas os bispos enviariam cartas pastorais ao clero, algumas das quais são notáveis em importância.
Após a anexação da Lituânia ao Império Russo, a diocese de Vilnius não gozava mais da liberdade de relações com a Santa Sé. Em 1795, o capítulo nomeou David Pilchowski como vigário in spiritualibus. A diocese de Inflanty foi fundida com Vilnius e Jan Nepomucen Kossakowski (1798-1808) foi nomeado bispo. Após sua morte, o capítulo se envolveu em um conflito com o metropolita católico de São Petersburgo Stanisław Bohusz Siestrzeńcewicz, que usurpou direitos pertencentes exclusivamente à Santa Sé. Siestrzencewicz impôs acima do capítulo, como administrador da diocese, Hieronim Strojonowski (1808-1815), após cuja morte ele arrogou o governo da diocese, dando-se o título de primaz da Lituânia. Em 1798 a diocese, até então sufragânea de Gniezno, passou a fazer parte da província eclesiástica da arquidiocese de Mahilou.
Em 28 de outubro de 1925 com a bula Vixdum Poloniae unitas do Papa Pio XI, as circunscrições eclesiásticas polonesas de rito latino foram reorganizadas: a diocese de Vilnius, que era sufragânea da arquidiocese de Mahilëu (hoje Arquidiocese de Minsk-Mahilou), foi elevada ao posto da arquidiocese metropolitana e tinha as dioceses de Łomża e Pinsk como sufragâneas.

## Prelados
|                             | Nome                                                    | Período    | Notas                                                                                      |
| Arcebispos                  | Arcebispos                                              | Arcebispos | Arcebispos                                                                                 |
| --------------------------- | ------------------------------------------------------- | ---------- | ------------------------------------------------------------------------------------------ |
| 5º                          | Gintaras Linas Grušas                                   | 2013-      | Atual                                                                                      |
| 4º                          | Audrys Juozas Cardeal Bačkis                            | 1991-2013  | Arcebispo emérito                                                                          |
| 3º                          | Julijonas Steponavičius                                 | 1989-1991  |                                                                                            |
| 2º                          | Romualdas Jalbžikovskis                                 | 1926-1955  |                                                                                            |
| 1º                          | Jan Feliks Cieplak                                      | 1925-1926  |                                                                                            |
| Bispos                      |                                                         |            |                                                                                            |
| 39º                         | Jurgis Matulaitis-Matulevičius, M.I.C.                  | 1918-1925  | Renunciou, eleito Superior Geral da Congregação dos Padres Marianos da Imaculada Conceição |
| 38º                         | Eduard Baron von der Ropp                               | 1903-1917  | Nomeado Arcebispo de Mohilev                                                               |
| 37º                         | Stefan Aleksander Zwierowicz                            | 1897-1902  | Nomeado Bispo de Sandomierz                                                                |
| 36º                         | Antoni Franciszek Audziewicz                            | 1889-1895  |                                                                                            |
| 35º                         | Karol Hryniewicki                                       | 1883-1889  |                                                                                            |
| 34º                         | Adam Stanisław Krasiński, Sch.P.                        | 1858-1883  |                                                                                            |
| 33º                         | Wacław Żyliński                                         | 1848-1856  | Nomeado Arcebispo de Mohilev                                                               |
| 32º                         | Andrzej Benedykt Kłągiewicz                             | 1840-1841  |                                                                                            |
| 31º                         | Hieronim Stojnowski                                     | 1814-1815  |                                                                                            |
| 30º                         | Jan Nepomucen Kossakowski                               | 1798-1808  |                                                                                            |
| 29º                         | Ignacy Jakub Massalski                                  | 1762-1794  |                                                                                            |
| 28º                         | Michał Jan Zienkowicz                                   | 1730-1762  |                                                                                            |
| 27º                         | Karol Piotr Pancerzyński                                | 1724-1729  |                                                                                            |
| 26º                         | Maciej Józef Ancuta                                     | 1722-1723  |                                                                                            |
| 25º                         | Konstanty Kazimierz Brzostowski                         | 1687-1722  |                                                                                            |
| 24º                         | Aleksander Kotowicz                                     | 1685-1686  |                                                                                            |
| 23º                         | Mikołaj Stefan Pac                                      | 1682-1684  |                                                                                            |
| 22º                         | Aleksander Kazimierz Sapieha                            | 1667-1671  |                                                                                            |
| 21º                         | Jerzy Baiłłozor                                         | 1661-1665  |                                                                                            |
| 20º                         | Jan Karol Dowgiałło Zawisza                             | 1656-1661  |                                                                                            |
| 19º                         | Jerzy Tyszkiewicz                                       | 1649-1656  |                                                                                            |
| 18º                         | Abraham Wojna                                           | 1631-1649  |                                                                                            |
| 17º                         | Eustachy Wołłowicz                                      | 1616-1630  |                                                                                            |
| 16º                         | Benedykt Wojna                                          | 1600-1615  |                                                                                            |
| 15º                         | Bernard Maciejowski                                     | 1597-1598  | Bispo eleito, Nomeado Bispo de Kraków                                                      |
| 14º                         | Jerzy Cardeal Radziwiłł                                 | 1579-1591  | Nomeado Bispo de Kraków                                                                    |
| 13º                         | Walerian Protasewicz                                    | 1556-1579  |                                                                                            |
| 12º                         | Paweł Holszański                                        | 1536-1555  |                                                                                            |
| 11º                         | Jan (Janusz) z Książąt Litewskich                       | 1519-1536  | Nomeado Bispo de Poznań                                                                    |
| 10º                         | Albert Radziwiłł                                        | 1507-1519  |                                                                                            |
| 9º                          | Wojciech Tabor                                          | 1492-1507  |                                                                                            |
| 8º                          | Andrzej Szeliga                                         | 1481-1491  |                                                                                            |
| 7º                          | Jan Łosowicz                                            | 1468-1481  |                                                                                            |
| 6º                          | Mikołaj z Sołecznik                                     | 1453-1467  |                                                                                            |
| 5º                          | Matthias di Trakai                                      | 1422-1453  |                                                                                            |
| 4º                          | Piotr Krakowczyk                                        | 1415-1422  |                                                                                            |
| 3º                          | Mikołaj Gorzkowski                                      | 1408-1414  |                                                                                            |
| 2º                          | Jakub Plichta, O.F.M.                                   | 1399-1407  |                                                                                            |
| 1º                          | Andrzej Jastrzębiec, O.F.M.                             | 1388-1398  |                                                                                            |
| Bispos coadjutores          |                                                         |            |                                                                                            |
|                             | Mečislovas Reinys                                       | 1926-1940  | Arcebispo (titulo pessoal), nomeado Bispo auxiliar                                         |
|                             | Józef Kazimierz Kossakowski                             | 1791-1794  | Faleceu                                                                                    |
|                             | Józef Julian Stanisław Sapieha                          | 1737-1754  | Faleceu                                                                                    |
|                             | Maciej Józef Ancuta                                     | 1717-1722  |                                                                                            |
|                             | Martien Tryzna                                          | 1639-1643  | Faleceu antes da consagração                                                               |
|                             | Jerzy Radziwiłł                                         | 1574-1579  |                                                                                            |
| Bispos auxiliares           |                                                         |            |                                                                                            |
|                             | Darius Trijonis                                         | 2017-2024  | Nomeado Bispo coajdutor de Šiauliai                                                        |
|                             | Arūnas Poniškaitis                                      | 2010-      | Atual                                                                                      |
|                             | Jonas Algimantas Boruta, S.J.                           | 1997-2002  | Nomeado Bispo de Telšiai (-Klaipeda)                                                       |
|                             | Juozas Tunaitis                                         | 1991-2010  |                                                                                            |
|                             | Edward Ozorowski                                        | 1979-1991  | Nomeado Bispo auxiliar de Białystok                                                        |
|                             | Władysław Suszyński                                     | 1948-1968  |                                                                                            |
|                             | Mečislovas Reinys                                       | 1940-1953  | Arcebispo (titulo pessoal)                                                                 |
|                             | Kazimierz Mikolaj Michalkiewicz                         | 1923-1940  |                                                                                            |
|                             | Ludwik Feliks Zdanowicz                                 | 1889-1896  |                                                                                            |
|                             | Kazimierz Roch Dmochowski                               | 1840-1848  | Nomeado Arcebispo de Mohilev                                                               |
|                             | Jan Kajetan Cywiński                                    | 1840-1846  |                                                                                            |
|                             | Andrzej Benedykt Kłągiewicz                             | 1830-1840  | Nomeado Bispo diocesano                                                                    |
|                             | Tadeusz Kundzicz, S.J.                                  | 1815-1829  |                                                                                            |
|                             | Nikodem Puzyna                                          | 1814-1819  |                                                                                            |
|                             | Ignacy Houwalt                                          | 1804-1807  | Faleceu antes da consagração.                                                              |
|                             | Andrzej Chołoniewski                                    | 1804-1819  |                                                                                            |
|                             | Georges Połubiński                                      | 1796-1801  |                                                                                            |
|                             | David Pilchowski                                        | 1795-1803  |                                                                                            |
|                             | Franciszek Alojzy Junosza Gzowski                       | 1782-1786  |                                                                                            |
|                             | Józef Kazimierz Kossakowski                             | 1775-1781  | Nomeado Bispo de Inflanty (Livonia)-Pilten                                                 |
|                             | Tadeusz Benedykt Feliks Towiański, O.F.M. Conv.         | 1766-?     |                                                                                            |
|                             | Jan Stefan Giedroyć                                     | 1763-1765  | Nomeado Bispo de Inflanty (Livonia)-Pilten                                                 |
|                             | Tomasz Ignacy Zienkowicz                                | 1755-1781  |                                                                                            |
|                             | Antoni Józef Żółkowski                                  | 1744-1763  |                                                                                            |
|                             | Georgius Casimirus Ancuta                               | 1723-1737  |                                                                                            |
|                             | Bogusław Korwin Gosiewski                               | 1722-1725  | Nomeado Bispo de Smoleńsk                                                                  |
|                             | Karol Piotr Pancerzyński                                | 1712-1721  | Nomeado Bispo de Smoleńsk                                                                  |
|                             | Maciej Józef Ancuta                                     | 1710-1717  | Nomeado Bispo coadjutor                                                                    |
|                             | Aleksander Mikołaj Horain                               | 1704-1711  | Nomeado Bispo de Smoleńsk                                                                  |
|                             | Jan Mikołaj Zgierski                                    | 1696-1706  | Nomeado Bispo de Smoleńsk                                                                  |
|                             | Wojciech Izdebski                                       | 1696-1702  |                                                                                            |
|                             | Jonas Jeronimas Krišpinas                               | 1694-1695  | Nomeado Bispo de Žemaičiai (Samogizia o Tels; Żmudź)                                       |
|                             | Vladislaus Silnicki                                     | 1683-1692  |                                                                                            |
|                             | Mikolaj Słupski                                         | 1669-1691  |                                                                                            |
|                             | Gothard Jan Tyzenhaus                                   | 1661-1668  | Nomeado Bispo de Smoleńsk                                                                  |
|                             | Aleksander Kazimierz Sapieha                            | 1655-1660  | Nomeado Bispo de Žemaičiai (Samogizia o Tels; Żmudź)                                       |
|                             | Theodorus Skuminowicz (Skumin)                          | 1652-1668  |                                                                                            |
|                             | Hieronim Wladysław Lubartowicz de Kowel Sanguszko, S.J. | 1644-1655  | Nomeado Bispo de Smoleńsk                                                                  |
|                             | Stanislaw Nieborski                                     | 1634-1644  |                                                                                            |
|                             | Jerzy Tyszkiewicz                                       | 1627-1633  | Nomeado Bispo de Žemaičiai (Samogizia o Tels; Żmudź)                                       |
|                             | Abraham Wojna                                           | 1611-1626  | Nomeado Bispo de Žemaičiai (Samogizia o Tels; Żmudź)                                       |
|                             | Nicolas Pac                                             | 1602-1610  | Nomeado Bispo de Žemaičiai (Samogizia o Tels; Żmudź)                                       |
|                             | Cyprian Wiliński (Wiliski), O.P.                        | 1572-1594  |                                                                                            |
|                             | Felix Wiliński (Wiliski), O.P.                          | 1554-?     |                                                                                            |
|                             | Georges Albinus                                         | 1550- ?    |                                                                                            |
|                             | Feliks z Kazimierza, O.P.                               | 1532-1554  |                                                                                            |
| Administradores apostólicos |                                                         |            |                                                                                            |
|                             | Edward Kisiel                                           | 1976-1991  |                                                                                            |
|                             | Henryk Roman Gulbinowicz                                | 1970-1976  | Nomeado Arcebispo de Wrocław                                                               |
|                             | Władysław Suszyński                                     | 1968       | Bispo auxiliar, faleceu no cargo.                                                          |
|                             | Adam Sawicki                                            | 1962-1968  | Faleceu no cargo                                                                           |
|                             | Julijonas Steponavičius                                 | 1957-1989  | Bispo auxiliar de Panevėžys, elevado à Arcebispo                                           |
|                             | Kazimieras Paltarokas                                   | 1949-1957  | Bispo de Panevėžys                                                                         |
|                             | Mikołaj Stefan Pac                                      | 1673-1682  | Nomeado Bispo                                                                              |